# Groupe SeLoger
Le Groupe SeLoger est un groupe spécialisé dans la diffusion d’annonces immobilières sur internet et dans la presse spécialisée. Le Groupe SeLoger est basé dans le 9ème arrondissement de Paris.

## Histoire

### Lancement sur le Minitel
Créé en 1989 par Jean-Philippe Kobryner, Stéphane Romanyszyn et Jean-Philippe Chevalier, 3615 SeLoger est alors un portail sur Minitel se donnant pour mission de concurrencer les petites annonces immobilières diffusées dans la presse papier. Le modèle économique est calqué sur celui du Minitel, c’est-à-dire que les utilisateurs connectés payent à la minute la navigation sur 3615 Seloger. Depuis 1992, Denys Chalumeau vend des sites Minitel aux entreprises avec sa société France Télématique Diffusion (FTD). Il lance aussi 3615 Promovacances et 3615 Billetreducs à son propre compte. En 1995, avec ses associés Vincent Rousset et Amal Amar, ils rachètent leur client Pressimmo éditeur de 3615 SeLoger, alors en difficulté financière.

### Transition internet
En 1996, face à l’arrivée d’internet dans les foyers français, les dirigeants de 3615 SeLoger choisissent de se convertir à internet. Cette transformation permet des fonctionnalités de recherche accélérée, l’affichage d’images, et une accessibilité accrue. SeLoger devient l’opérateur des pages immobilières de Wanadoo, Club Internet et Le Monde. En 1997, SeLoger est le premier site internet à mettre en place l’alerte automatique par email.
En 1999, FTD compte 60 employés et enregistre un chiffre d’affaires de 15 millions de francs généré à parts égales entre les revenus Minitel et internet. La société développe et commercialise des sites internet et portails Minitel (Le Déménageur, e.dial, Auto-revue, BDnet) tous mutualisés sur sa plateforme. En 2000, la société FTD devient Poliris.
Après le krach internet du début des années 2000 et les attentats terroristes de 2001, la trésorerie de la société étouffe. Promovacances est vendu in extremis à la société Karavel pour 1 € symbolique. Les dirigeants associés de la société engagent leurs fonds personnels pour renflouer le capital de SeLoger.

### Explosion de l'immobilier sur internet
En 2002, SeLoger couvre 85 % du marché des agences immobilières et reprend son concurrent direct Immostreet, ce qui lui ouvre une rampe de lancement sur le marché européen,. En 2004, avec la chambre des notaires d'Île-de-France, SeLoger lance le site Lacoteimmo.com pour estimer gratuitement la valeur d’un bien immobilier.
En 2006, SeLoger rachète le logiciel de diffusion d’annonces Périclès et fait son introduction sur la liste Euronext de la bourse de Paris, valorisant la société à 370 millions d’euros,. En 2008, SeLoger reprend la société de presse en immobilier de luxe Belles Demeures, éditrice d’un magazine papier et du site internet portant le même nom puis acquiert Agorabiz.com, place de marché pour les bureaux et les commerces. SeLoger lance sa première application mobile Android en 2010. En 2010, le réseau d’agences immobilières Orpi signe un partenariat avec SeLoger lui conférant l’exclusivité sur la diffusion des annonces immobilières publiées par Orpi.
En 2011, le groupe de presse allemand Axel Springer achète SeLoger, valorisant la société à 633 millions d'euros,. Les actions de l'entreprise sont retirées de la bourse de Paris et la société entre à hauteur de 9,4 % dans le capital du groupe australien IPGA, éditeur du site iProperty.com qui diffuse des annonces immobilières en Asie. 
Après la relance de ses activités tourisme en 2009 avec le site SeLoger Vacances, le groupe opère plusieurs acquisitions de sites de locations saisonnières, dont a-Gites.com en 2011, Vacances.com en 2012 puis Amivac.com en 2015. En 2014, SeLoger se renforce dans l’immobilier professionnel avec l’acquisition de Webimmo.com. En 2015, SeLoger intègre la géolocalisation dans son application de recherche d'annonces immobilières.

### Groupe SeLoger
En septembre 2016, Poliris, filiale historique du groupe (édition de sites internet et du logiciel de gestion d'agence Périclès), quitte le groupe SeLoger.
En 2018, Axel Springer rachète Logic-Immo (également propriétaire de Lux-Résidence) qui devient une filiale sœur de SeLoger. 
En mai 2019, création de la marque Groupe SeLoger, une structure unique qui consolide et harmonise les offres de ses 11 marques. Un nouveau logo est introduit. 
En octobre 2019, Axel Springer reprend le site Meilleursagents spécialisé dans l’évaluation des prix de l’immobilier pour 200 millions d’euros, une acquisition qui vise à être intégrée à l’offre globale du Groupe SeLoger. La stratégie d’Axel Springer est de monter un groupe immobilier capable de concurrencer les ambitions des GAFA dans le secteur de l’immobilier.
En 2020, dans le contexte de la pandémie de Covid-19 en France, SeLoger permet aux agents immobiliers de télécharger des visites vidéos de leurs biens dans leurs annonces en ligne. La pandémie provoque d'abord une forte chute du trafic sur le site Seloger.com, puis la société enregistre finalement une augmentation de 55 % de son trafic sur l'année.

## Filiales
Le groupe SeLoger compte les marques suivantes :
- Ancien : SeLoger, Logic-Immo
- Luxe : BellesDemeures.com
- Neuf : SeLogerNeuf.com / Logic-Immo Neuf
- Bureaux et commerces : SeLoger Bureaux et Commerces
- Construction : SeLoger Construire, Logic-Immo Faire Construire
- Location de vacances : SeLoger Vacances, Vacances.com, Amivac

À travers Logic-Immo, le groupe contrôle 28 magazines immobiliers tirés mensuellement à 1,2 million d'exemplaires et distribués dans 13 000 points de distribution en France.

### Pages liées
- Axel Springer
- Immobilier sur internet